# Гейнике, Курт
Курт Гейнике (нем. Kurt Heynicke; 20 сентября 1891, Легница, Германская империя — 18 марта 1985, Мерцхаузен, Баден-Вюртемберг) — немецкий писатель

 и поэт.

## Биография
Сын пианиста, работал сотрудником в страховой компании. Участник Первой мировой войны (1914—1918), был добровольцем, служил в медицинской службе на Западном и Восточном фронтах.
После окончания войны работал банковским клерком (1921—1924). С 1924 по 1928 год — драматургом в Дюссельдорфских театрах. С 1928 года занимался литературным творчеством.

## Творчество
Дебютировал, как поэт в литературном журнале «Der Sturm». Автор романов, сборников рассказов и очерков, стихов, пьес, кино и телесценариев.
К. Гейнике, подобно ряду других писателей (Гейнрих Лерш, Карл Брёгер, Герт Факт), вышедших из среды «белых воротничков» и рабочего класса, изображающих его в своём творчестве, поддался, тем не менее, влиянию буржуазной культуры и выступал в защиту утопических идеалов пацифизма.
Из произведений Гейнике следует назвать: философскую книгу «Путь к своему Я — обретение внутреннего мира», книгу «Buntes Abenteuer» (Пестрое приключение), а также сборники стихов, отмеченных своеобразной поэтической манерой: «Rings fallen Sterne» (Кругом падают звезды), «Gottes Geigen» (Божьи скрипки) и др. 
Ряд произведений написал на  алеманнском диалекте.
Представитель экспрессионизма.

## Избранная библиография
- Rings fallen Sterne, Berlin 1917
- Gottes Geigen, München 1918
- Konservenwurst und Liebe, Mühlhausen i. Thür. 1918
- Der Kreis, Berlin 1920
- Das namenlose Angesicht, Leipzig 1920
- Gedicht in Begegnungen von Werner Schramm, Berlin 1921
- Die hohe Ebene, Berlin 1921
- Der Weg zum Ich, Prien, Obb. 1922
- Eros inmitten, Rudolstadt 1925
- Das Meer, Leipzig 1925
- Der Prinz von Samarkand, Leipzig 1925
- Sturm im Blut, Leipzig [u. a.] 1925
- Kampf um Preußen, Leipzig 1926
- Der Tod von Menda, Berlin 1929
- Fortunata zieht in die Welt, Leipzig 1930
- Hochflut am Mississippi, Berlin 1930
- Traum im Diesseits, Berlin 1932
- Der Fanatiker von Schönbrunn, Berlin 1933
- Neurode, Berlin-Schöneberg 1934
- Der Weg ins Reich, Berlin 1935
- Das Leben sagt ja, Stuttgart [u. a.] 1936
- Frau im Haus, Berlin 1937
- Herz, wo liegst du im Quartier?, Stuttgart [u. a.] 1938
- Die Verlobungsreise, Berlin 1938
- Der Baum, der in den Himmel wächst, Stuttgart [u. a.] 1940
- Rosen blühen auch im Herbst, Stuttgart [u. a.] 1942
- Es ist schon nicht mehr wahr, Stuttgart 1948
- Der goldene Käfig, Stuttgart 1950
- Der Hellseher, Stuttgart 1951
- Ausgewählte Gedichte, Stuttgart 1952
- Die Insel der Verliebten, Hannover 1953
- Die Nichte aus Amerika, München 1955
- Die Partei der Anständigen. Das Lächeln der Apostel, Worms 1968
- Alle Finsternisse sind schlafendes Licht, Worms 1969
- Das lyrische Werk

## Сценарист
- Heideschulmeister Uwe Karsten (1933)
- Stjenka Rasin (Wolga — Wolga) (1936)
- Moskau — Shanghai (1936)
- Wie einst im Mai (1937)
- Der stumme Gast (1945)

## Награды
- Премия Генриха Клейста (1919)
- Премия Райнхольда Шнайдера[нем.] (1968)
- Премия Андреаса Грифиуса (1970)
- Премия Eichendorff-Literaturpreis (1972)
- Орден «За заслуги перед Федеративной Республикой Германия» (1976)